# 鸡峰镇
鸡峰镇，是中华人民共和国甘肃省陇南市成县下辖的一个乡镇级行政单位。

## 行政区划
鸡峰镇下辖以下地区：
西山村、化垭村、曹庄村、树林村、连寺村、许坪村、下庄村、潘山村、陈沟村、阴湾村、两河村、南山村、双石村、张坪村、西坪村、长丰河村、长沟村、朝霞村、鸡心村、坪庄村、金葡村、张能村、赵山村、麒麟村、左山村、中西村和草滩村。